# Évangéliaire de Vardzia
 (septembre 2022).
Si vous disposez d'ouvrages ou d'articles de référence ou si vous connaissez des sites web de qualité traitant du thème abordé ici, merci de compléter l'article en donnant les références utiles à sa vérifiabilité et en les liant à la section « Notes et références ».
L'Évangéliaire de Vardzia (en géorgien : ვარძიის ოთხთავი ou ვარძიის სახარება) est un manuscrit géorgien du XIIe ou XIIIe siècle.
Ce livre liturgique contient le texte des quatre évangiles canoniques. Il appartenait probablement à la reine géorgienne Tamar. Jusqu'au 16e siècle, l'évangéliaire était conservé au monastère de Vardzia. Les Perses volent le livre au monastère de Vardzia. Levan, le fils du roi kakhétien, le rachète et le ramène à Vardzia. Aujourd'hui, il est conservé au Centre national géorgien des manuscrits sous la cote Q-899.
Les Évangiles sont écrits sur du parchemin blanc de haute qualité. Le manuscrit contient 289 feuillets mesurant 23 × 18 cm. Le livre avait une reliure en argent avec une icône en émail de la Vierge Marie. La reliure a été volée et perdue.
Le texte est dans l'écriture géorgienne classique Nushuri (nʊsχʊrɪ) sur deux colonnes, mais les titres sont écrits à l'encre rouge dans l'écriture majuscule géorgienne Assomtavruli. Les parties importantes du texte et les lettrines sont tracées à l'encre dorée. Les Evangiles se distinguent par leur enluminure. Les miniatures des évangélistes sont plus petites que dans les autres évangiles géorgiens. Les miniatures sont décorées avec les ornements d'origine.

## Littérature
- (ka + en) ქართული ხელნაწერი წიგნი, V-XIX საუკუნეები, თბილისი, 2012, გვ. 75 [Livre manuscrit géorgien, Ve-XIXe siècles, Tbilissi, 2012, p. 75.)